# 邦芬主教座堂

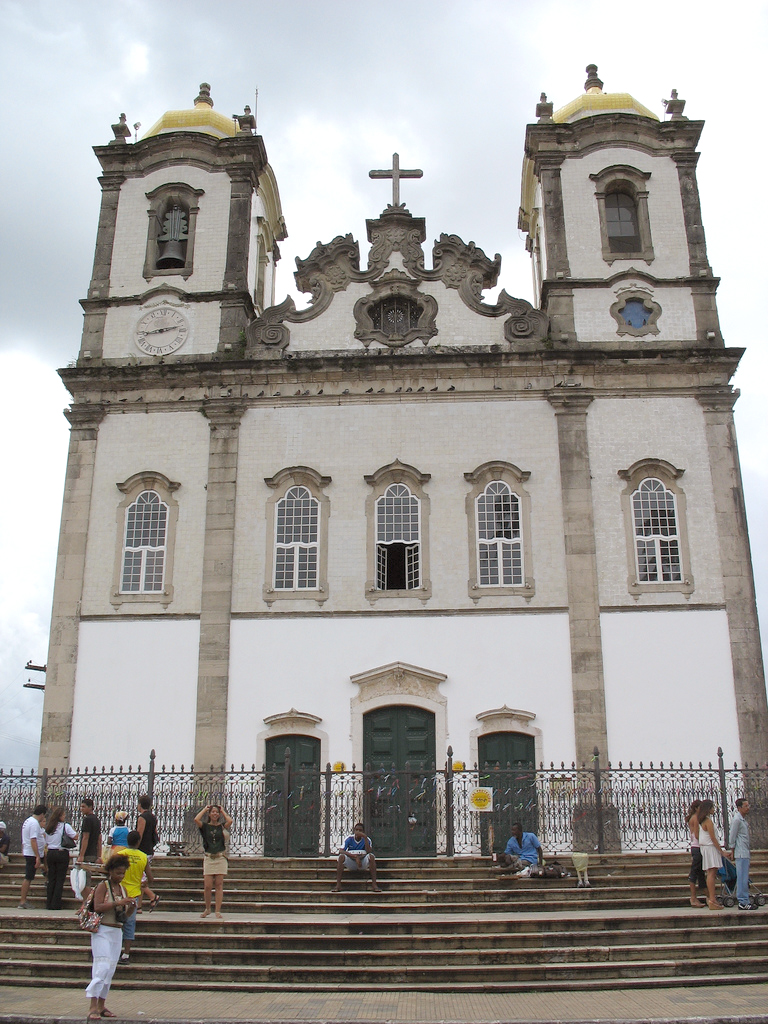
缤纷主教堂的主立面

缤纷主教堂（葡萄牙語：Igreja de Nosso Senhor do Bonfim)是巴西巴伊亚萨尔瓦多的最著名的天主教教堂。它建于18世纪，位于萨尔瓦多下城的Itapagipe半岛的一座山上。该教堂是萨尔瓦多人虔诚祈祷之所，也是每年一月举办的一个著名庆典（Festa do Senhor do Bonfim）之所。
该教堂是天主教缤纷教区的主教座堂，也是一座宗座圣殿。